# فست‌بک

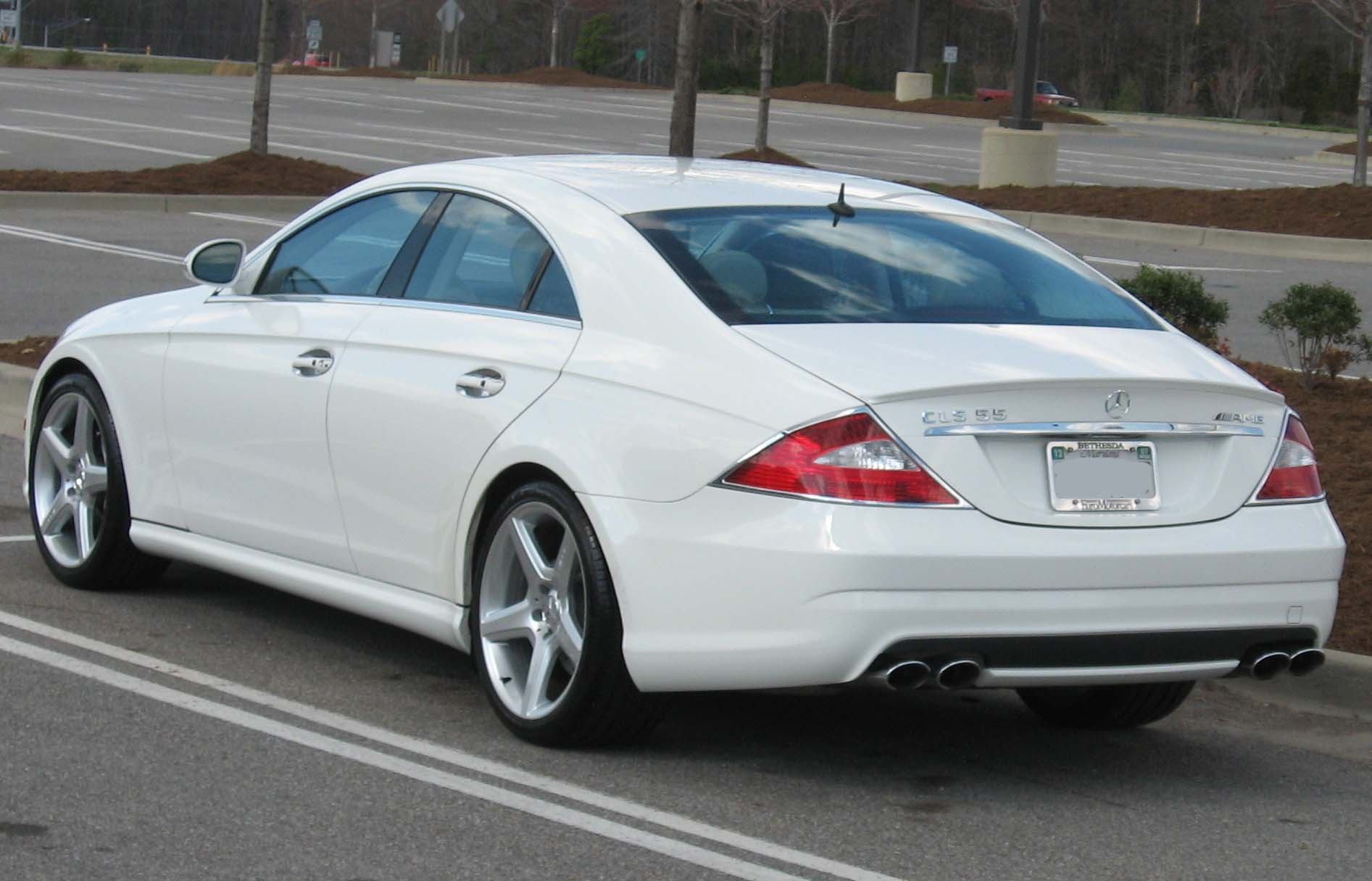
مرسدس بنز CLS یک خودروی فست بک است.

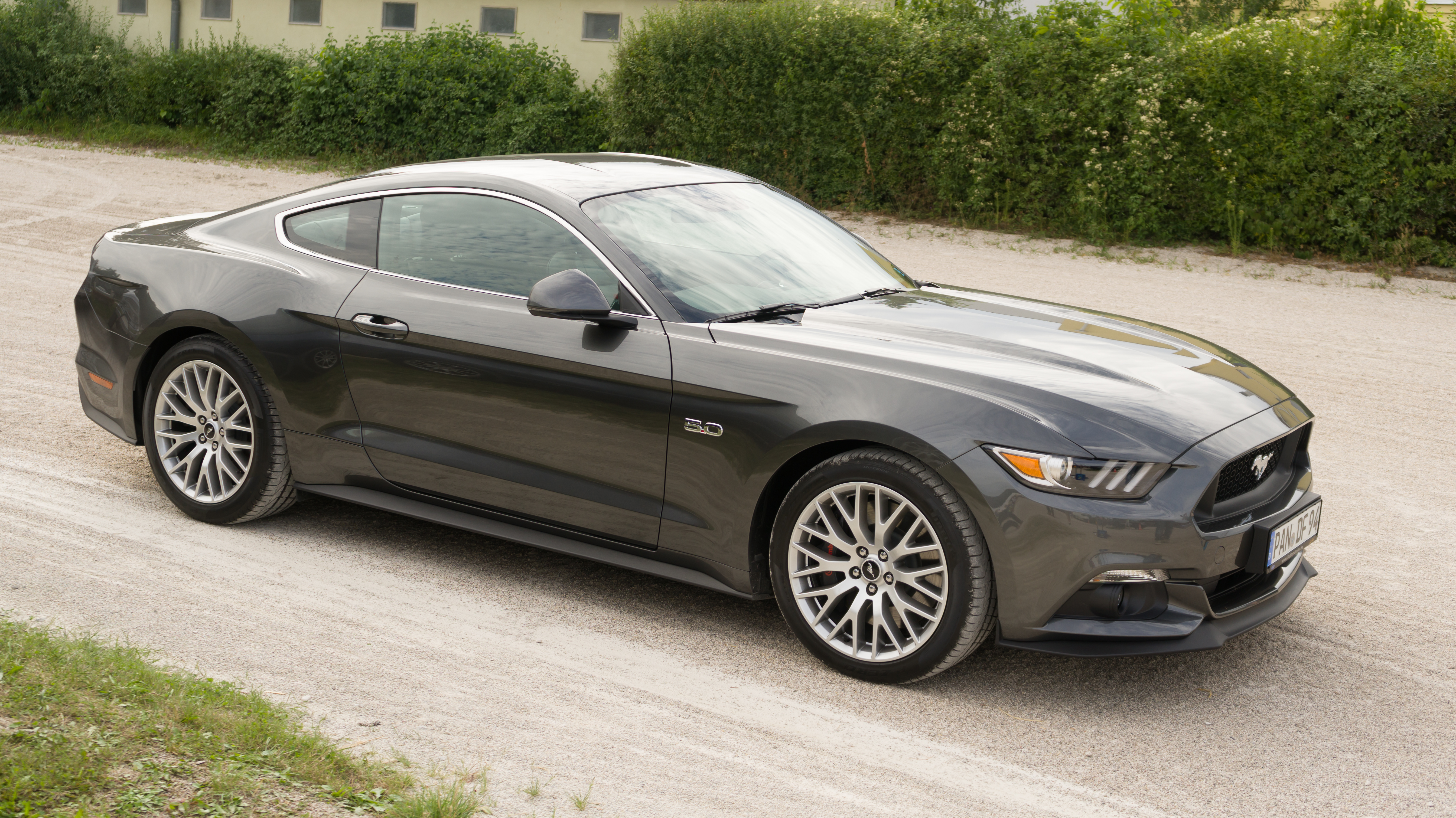
فورد موستانگ ۲۰۱۵ فست بک

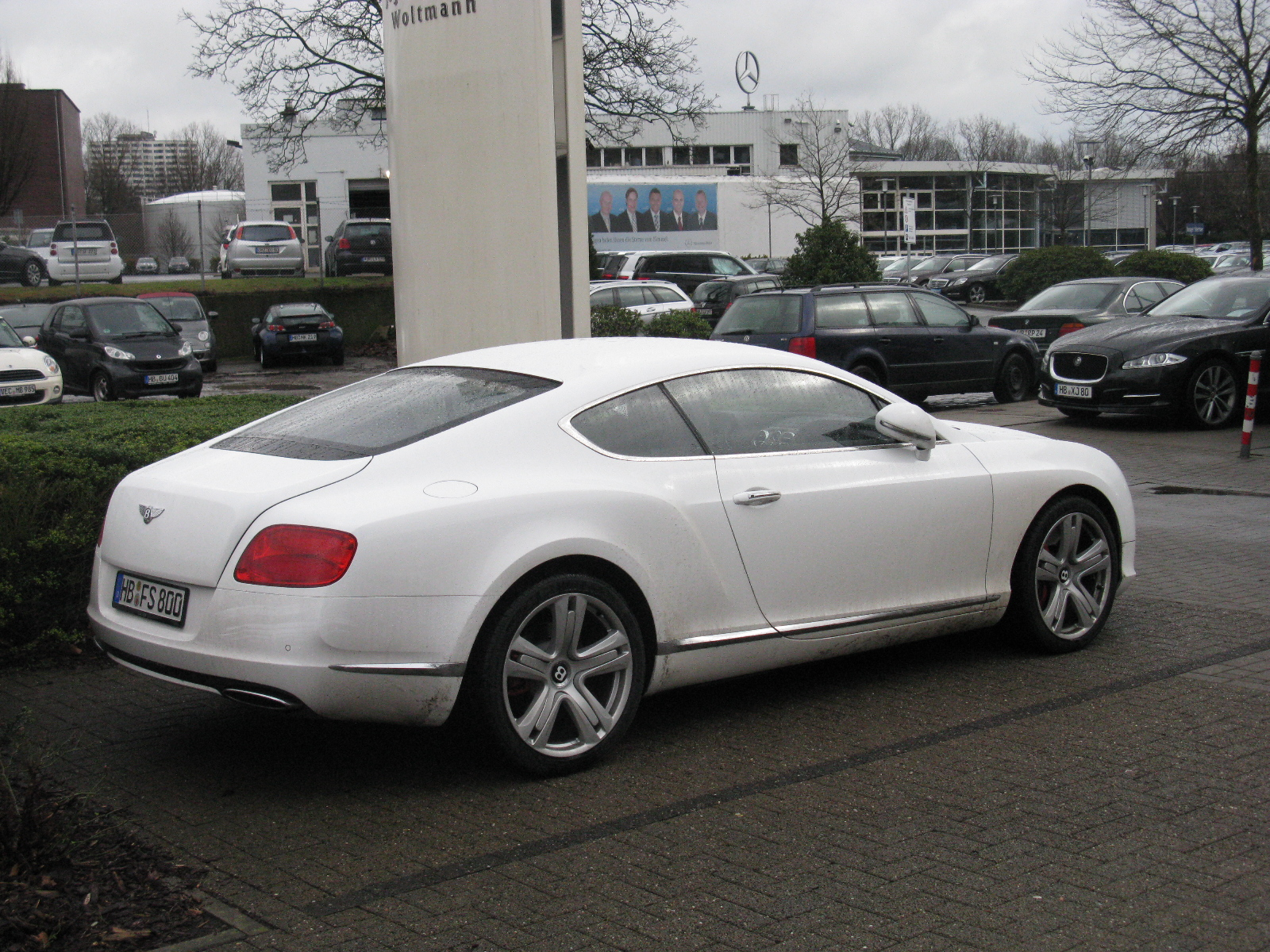
بنتلی کانتیننتال

فست‌بک (به انگلیسی: Fastback) به خودرویی می‌گویند که حالت خاصی از سدان است. طراحی این خودرو به گونه‌ای است که سقف با شیب ملایم و پیوسته به سمت عقب خودرو پایین می‌آید به طوری که سقف و صندوق عقب دو جز متمایز به‌شمار نیایند.